# ريج فيليبس
ريجينالد رويدون فيليبس (بالإنجليزية: Reginald Roydon Phillips)‏ لاعب كرة قدم محترف ويلزي الذي لعب في مدينة شروزبري لنادي شروزبري تاون وكرو الكسندرا كمهاجم.